# Lelio Zecchi
Lelio Zecchi fue un teólogo y jurisconsulto de Italia, nacido en Bedizzole, Brescia, en 1532 y fallecido en 1610.

## Biografía
Lelio dotado de un espíritu vivo y de una ardor grande por el estudio, cultivó en su juventud las letras, la filosofía, la jurisprudencia y la teología, en todo lo cual hizo grandes progresos.
Lelio, habiendo alcanzado el estado eclesiástico, su obispo le nombró canónigo penitenciario, en cuyo cargo alcanzó gran reputación.
Lelio murió en su lugar de nacimiento, y en algunas biografías italianas la lista de sus obras se halla aumentada con la de Lelio Zanchi, con cuyo sujeto se le ha confundido algunas veces.
Girolamo Ghilini consagró a Lelio Zecchi una noticia en el tomo II, página 173 de su obra Teatro de los literatos, Venecia, 1647.

## Obra
Algunas de sus obras las siguientes:
- Causum episcopo.., Venecia, 1588
- De beneficiis et pensionibus eclesiasticas..
- De republica eclesiastica, Verona, 1599
- De indulgentiis et jubilaeo..., Colonia, 1610
- Política, sive de principatus..., Verona, 1599
- Summa universae moralis theologiae, 1598
- Tractatus de statu et munere episcopali, 1592